# Theyazin ben Haïtham
Titres
Prince héritier d'Oman
Depuis le 13 janvier 2021
(4 ans, 3 mois et 10 jours)
Ministre de la Culture, de la Jeunesse et des Sports
Depuis le 18 août 2020
(4 ans, 8 mois et 5 jours)
Theyazin ben Haïtham, né le 21 août 1990 à Mascate, est le prince héritier du sultanat d'Oman et le fils du sultan Haïtham ben Tariq. Il est également ministre de la Culture, de la Jeunesse et des Sports.

## Biographie

### Famille
Né le 21 août 1990 à Mascate capitale du sultanat d'Oman, Theyazin ben Haïtham Al Saïd est le fils ainé d'Haïtham ben Tariq et de Ahad bint Abdallah ben Hamad Al Saïd. À la mort du sultan Qabus ibn Saïd le 11 janvier 2020, son père devient sultan d'Oman. Theyazin ben Haïtham a un frère et deux sœurs. Son oncle paternel Asa'ad ben Tariq ben Taïmour Al Saïd est vice-Premier ministre du sultanat d'Oman chargé des Affaires étrangères depuis 2017.

### Formation
Theyazin ben Haïtham est diplômé d'un bachelor en science politique de l'Oxford Brookes University. En juillet 2022, il est diplômé de l'Académie royale militaire de Sandhurst.

### Au gouvernement
Ayant commencé sa carrière diplomatique au ministère des Affaires étrangères d'Oman en 2013, Theyazin ben Haïtham travaille comme deuxième secrétaire de l'ambassade d'Oman à Londres à partir de 2014. Le 18 août 2020, il est nommé ministre de la Culture, de la Jeunesse et des Sports et devient le plus jeune ministre d'Oman.

### Prince héritier
À la suite d'une modification constitutionnelle, qui crée entre autres la fonction de prince héritier et qui permet au sultan de choisir un héritier, un amendement à la loi fondamentale établit que le fils aîné du sultan devient prince héritier à partir de l'âge de ses vingt et un ans. Theyazin ben Haïtham devient donc le premier prince héritier du sultanat d'Oman le 13 janvier 2021,.